# بورتون بي. روبرتس
بورتون بي. روبرتس (بالإنجليزية: Burton B. Roberts)‏ هو محامي وقاضي أمريكي، ولد في 25 يوليو 1922 في نيويورك في الولايات المتحدة، وتوفي في 24 أكتوبر 2010 في Riverdale, Bronx ‏ في الولايات المتحدة بسبب فشل تنفسي.